# Feleti Teo
Feleti Penitala Teo (Niutao, 9 ottobre 1962) è un politico tuvaluano, Primo ministro delle Tuvalu dal 26 febbraio 2024.
È anche deputato di Niutao dal 2024.